# Robert Egghart
Robert Egghart (* 15. April 1952 in Wien) ist ein österreichischer Kürschnermeister und Politiker (FPÖ/BZÖ). Egghart war Landtagsabgeordneter in Wien und Abgeordneter zum Österreichischen Nationalrat.

## Ausbildung und Beruf
Egghart besuchte von 1958 bis 1962 die Volksschule und im Anschluss bis 1967 ein Realgymnasium in Wien. Er erlernte danach den Beruf des Kürschners und leistete 1971 seinen Präsenzdienst ab.
Egghart ist seit 1967 als Kürschner tätig und wurde 1992 zum Kommerzialrat ernannt. Als später selbständiger Kürschnermeister war er Innungsmeister-Stellvertreter.

## Politik
Egghart war zwischen 1987 und 1996 Bezirksrat in Wien-Währing und ab 1987 Klubobmann. Er wurde zudem 1987 zum Bezirksparteiobmann der FPÖ Währing gewählt und war ab 1990 Landesinnungsmeister-Stellvertreter der Wirtschaftskammer Wien. Egghart vertrat zwischen 1996 und 1999 die FPÖ im Wiener Landtag und Gemeinderat und war von 29. Oktober 1999 bis 19. Dezember 2002 Abgeordneter zum Nationalrat. Als Schwerpunkte seiner Tätigkeit nannte Egghart die Wirtschafts- und Budgetpolitik, Kontrolle, Europapolitik, Telekommunikation und internationale Verkehrspolitik sowie die Sicherheitspolitik.
Im Zuge der Abspaltung des BZÖ von der FPÖ trat auch Egghart dem BZÖ bei, da er „die immer stärker werdende Radikalität, die Einengung des Themenspektrums sowie das sinkende sprachliche Niveau in der FPÖ“ kritisierte.

## Privates
Eggenhart ist seit 1970 verheiratet und hat einen Sohn.